# Waleran de Beaumont, I conte di Worcester
Waleran de Beaumont (1104 – Pont-Audemer, 9 aprile 1166) fu un nobile anglo-normanno, insignito del titolo di primo conte di Worcester.

## I primi anni
Era figlio di Robert de Beaumont, I conte di Leicester (titolo ottenuto nel 1106 o 1107) ed Elisabetta ed ebbe un fratello gemello Roberto di Beaumont, II conte di Leicester.
Nel 1118 loro padre morì lasciando tutto a lui ed al fratello; poiché minorenni i loro beni vennero amministrati dal patrigno, mentre loro due vennero mandati alla corte di Enrico I d'Inghilterra dove rimasero fino al 1120 anno in cui furono dichiarati in grado di provvedere a se stessi. Secondo la divisione concordata fra il padre ed il re, Roberto avrebbe acquisito le proprietà inglesi, mentre a Waleran sarebbe toccata la contea di Meulan, fra la Senna e il confine con la Normandia ed altre terre in quella regione, più una proprietà nel Dorsetshire.

## Al servizio di Enrico prima e di Stefano poi
Nel 1122 Waleran si fece coinvolgere in una cospirazione ai danni del re ed a sostegno di Guglielmo Cliton, figlio di Roberto II di Normandia e pretendente al trono inglese e al ducato di Normandia. La cospirazione fu scoperta dal re che investì i ribelli nella battaglia di Montfort-sur-Risle, Waleran fece una strenua resistenza combattendo dal suo castello di Brionne. Nell'ottobre 1123 Waleran perse le sue terre di Pont-Audemer nonostante avesse chiesto ai francesi di inviargli truppe fresche queste non arrivarono mai e l'assedio di Enrico I d'Inghilterra ebbe ragione sui combattenti. Il 25 marzo 1125 Waleran, insieme a tre dei suoi cognati, cercò di riprendere un altro castello che era stato perso, lungo la strada però incontrarono una colonna di soldati reali, Waleran si mise alla testa dei suoi uomini per attaccarli, ma le truppe inglesi li batterono e nonostante la strenua resistenza opposta Waleran venne catturato. Come prevedibile le sue terre vennero confiscate in seguito alla sua incarcerazione, dapprima venne portato a Rouen, poi a Bridgnorth ed infine a Wallingford Castle.
Data la situazione c'erano tutti i presupposti per una sua incarcerazione a vita, ma, nel 1129, venne liberato e riprese il suo posto a corte accanto al fratello ed al re cui fu accanto anche sul letto di morte, alla sua morte, avvenuta nel 1135, Waleran partecipò al consesso dei maggiorenti normanni per decidere a chi sarebbe andato il titolo di duca di Normandia.
Quando Stefano I d'Inghilterra prese la corona Waleran gli giurò fedeltà e ai suoi ordini fece diverse spedizioni per respingere gli attacchi di Matilde d'Inghilterra (1102-1167) nel corso dell'anno 1136 - 1137. L'anno seguente accompagnò il re nel suo viaggio in Normandia e quel periodo venne usato da lui e dal fratello per minare l'influenza che Ruggero, vescovo di Salisbury aveva sul re. Lui e Roberto avevano molta influenza e molto potere a corte e questo non piaceva a Roberto di Gloucester, figlio bastardo di Enrico I d'Inghilterra che supportava la causa della sorellastra imperatrice.  Nel giugno 1138 Waleran andò in Normandia per respingere le invasioni degli Angiò che erano agli ordini di Goffredo V d'Angiò, marito di Matilde, i suoi contatti in Francia gli permisero di avere supporto militare e gli attacchi vennero respinti, probabilmente in questo periodo ricevette il titolo di conte di Worcester, per onorare l'evento fece costruire un'abbazia nella sua contea. Nel 1137 il suo matrimonio con Matilde, figlia di Stefano I d'Inghilterra finì dopo solo un anno per la morte della bambina, la sposa infatti aveva circa quattro anni.
Nella primavera del 1139 era a Parigi come ambasciatore presso il cugino Luigi VII di Francia (erano cugini per parte di madre), al suo ritorno capeggiò insieme al fratello la fazione che rovesciò Ruggero di Salisbury insieme alla sua famiglia.

## La guerra civile e gli anni successivi
Nel 1139 il ritorno in Inghilterra di Roberto di Gloucester segnò l'inizio della guerra civile, uno dei primi obiettivi colpiti fu Worcester, infatti la città venne saccheggiata il 7 novembre 1139, Waleran non fu da meno, per vendicarsi colpì selvaggiamente alcuni centri dei rivoltosi fra cui Tewksbury.
Nel 1141 combatté a Lincoln e quando vide che la battaglia era persa scappò insieme ad altri nobili, mentre il re venne imprigionato a Bristol. Waleran tornò a Worcester dove dovette far fronte alla defezione del suo sceriffo e da lì continuò a combattere, tuttavia, quando nell'estate del 1141 fu informato che i suoi possedimenti normanni erano in mano agli angioini si arrese all'imperatrice, dovette cedere alcuni territori, ma le sue proprietà rimasero sostanzialmente intatte. Nel 1142 convolò a seconde nozze con Agnese di Montfort, che gli portò in dote altre terre dell'Alta Normandia e nell'Île-de-France, che si sommavano alle proprietà francesi della madre, morta nel 1131, poste nella zona di Elbeuf.
Nel 1143-1144 combatté al fianco di Goffredo V d'Angiò nell'assedio di Rouen. In seguito consolidò la propria posizione fra i nobili normanni avvalendosi dell'aiuto del cugino Robert du Neubourg, siniscalco di Normandia. Negli anni seguenti passò molto tempo in Francia, nella Pasqua del 1147 era a Vézelay per pregare per la buona riuscita della Seconda Crociata, e a giugno era a Parigi per l'incontro fra i nobili, Luigi VII di Francia e il papa. Seguì poi la Crociata fino in Palestina al seguito del re di Francia. Nel suo viaggio di ritorno fece naufragio sulla costa provenzale, fece voto che se fosse sopravvissuto avrebbe costruito un'abbazia cistercense e così fece, edificò infatti St.Mary de Voto.

## La fine
L'avvento del futuro Enrico II d'Inghilterra come duca di Normandia nel 1153 segnò la fine della sua vita politica. Di recente Waleran aveva ottenuto di custodire per il nipote, ancora minorenne, le terre del Vermandois che gli garantivano un'altra enorme rendita. Nello stesso anno subì un'imboscata dal nipote e da Roberto di Montfort, uno dei suoi nemici, Waleran venne imprigionato e le sue proprietà inglesi divise fra il duca ed i suoi sodali. Il contado di Worcester venne soppresso ed il suo castello nella contea venne distrutto nel 1155.
Waleran venne poi rilasciato, ma il suo potere era ormai perduto, quando supportò Luigi VII di Francia contro Enrico II d'Inghilterra perse le sue terre in Normandia tra il 1160 e il 1162. Passò il resto dei suoi anni come semplice proprietario terriero, nel marzo del 1166 entrò nel convento normanno di St-Pierre des Préaux nel territorio di Pont-Audemer, si fece monaco e morì il 9 aprile 1166, venne sepolto lì accanto al padre ed altri antenati.
Alla sua morte aveva fondato o sovvenzionato diverse abbazie e chiese, compreso un ospedale a Pont-Audemer che esiste ancora.

## Matrimoni e discendenza
Waleran si sposò nel 1136 circa con Matilde, figlia di Stefano I d'Inghilterra, quando la bambina morì si risposò nel 1141 o 1142 con Agnese de Montfort da cui ebbe:
- Waleran de Meulan (1144 circa)
- Roger de Meulan (1150 circa)
- Marie de Meulan
- Isabel de Meulan (1148 circa - Pays-Se-La-Loire 10 maggio 1120)
- Raoul de Meulan (1155 circa)
- Robert de Beaumont, Conte di Meulan (1142 circa - Poitiers 1204)
- Amauri de Meulan (1150 circa - 1195 o 1196)
- Etienne de Meulan (1154 circa)